# Smedsbyn
Smedsbyn is een dorp (småort) binnen de Zweedse gemeente Luleå. Het ligt als lintbebouwing langs de Smedsbynfjord, ooit een fjord, nu een binnenmeer. Het is een van de meest langgerekte dorpen in Zweden. Het dorp werd al genoemd in de 15e eeuw; in 1543 werden 8 akkers bebouwd.
Bestuurscentrum: Luleå (Tätort)
Tätort: Alvik · Antnäs · Bälinge · Bensbyn · Bergnäset · Brändön · Ersnäs · Gammelstad · Jämtön · Kallax · Karlsvik · Klöverträsk · Måttsund · Persön · Råneå · Rutvik · Södra Sunderbyn
Småort: Ale · Ängesbyn · Avan · Björknäs en Harrviken · Björsbyn · Böle · Börjelslandet · Brännan · Bränslan · Fällträsk · Gäddvik · Hagaviken · Midbyn · Mörön · Niemisel · Norra Gäddvik · Örarna · Reveln · Smedsbyn · Södra Prästholm · Sundom · Vitå
Overig: Alhamn · Skäret · Niemiholm